# Montifringilla theresae
Montifringilla theresae là một loài chim trong họ Passeridae.